# 尋橋
尋橋為詠春拳的第二套套路，屬於中級套路，一共分為三節，尋橋意為尋找橋樑，由於與對方之間接觸雙手就如橋樑，尋橋意即尋找對方橋手。
用以練習步法、撐腳以及配合之前所學習的手法。

## 簡介
尋橋主腳，身動手不動。步法包括子午（180度）轉馬，側身（45度）轉馬，側身上馬，正身上馬，退馬，退步轉身馬。撐腳包括正身撐腳，側身撐腳和轉身撐腳。練習要求：正身子午，側身以膊，朝面追形，以鼻為準，上步轉馬，膝拑步中。

## 尋橋第一節
1.1 預備式 1.2 立正抱拳 1.3 二字拑羊馬 1.4 下交叉耕手
1.5 上交叉耕手 1.6 收拳 1.7 左日字衝拳 1.8 左攤手
1.9 左圈手、收拳 1.10 右日字衝拳 1.11 攤手圈手收拳 1.12 正身穿橋
1.13 左欄手45轉馬 1.14 右180度轉馬 1.15 左180度轉馬 1.16 右180度轉馬
1.17 雙外伏手 1.18 雙攤手 1.19 三托手(左) 1.20 三托手(右) 1.21 三托手(左)
1.22 三正掌(左) 1.23 三正掌(右)	1.24 三正掌(左) 1.25 轉身左橫攔手
1.26 攔手 1.27 側身膀手 1.28 橫攔手轉側身膀手(第二次) 1.29 橫攔手轉側身膀手(第三次)
1.30 左攔手衝拳	 1.31 正身右橫拂手 1.32 窒手 1.33 枕手
1.34 正身穿手	 1.35 圈手、收拳 1.36 正身穿橋 1.37 45轉馬欄手四次(右、左、右、左)
1.38 雙外伏手 1.39 雙攤手 1.40 三托手(右、左、右) 1.41 三正掌(右、左、右)
1.42 轉身右橫攔手 1.43 右橫攔手轉側身膀手 (三次) 1.44 右攔手衝拳 1.45 正身右橫拂手
1.46 窒手 1.47 枕手	1.48 正身穿手	1.49 圈手、收拳

## 尋橋第二節
2.1 轉身左攔手	2.2 左攔手直踢腿	2.3 側身迫步膀手	2.4 交叉手姿勢
2.5 側身迫步膀手第1次	2.6 交叉手姿勢	2.7 側身迫步膀手第2次	2.7 側身迫步膀手第3次
2.9 側身左抽拳	2.10 正身右枕手	2.11 攤手圈手收拳	2.12 轉身右攔手
2.13 右攔手直踢腿	2.14 側身迫步膀手	2.15 交叉手姿勢	2.16 側身迫步膀手第2次
2.17 側身迫步膀手第3次	2.18 側身右抽拳	2.19 正身左枕手	2.20 攤手圈手收拳

## 尋橋第三節
3.1 左轉身	3.2 左直撐腿	3.3迫步雙低膀	3.4 雙攤手
3.5迫步雙低膀第一次	3.6迫步雙低膀第二次	3.7迫步雙低膀第三次	3.8 併步雙問手
3.9雙窒手、雙正掌	3.10 雙攤手	3.11 雙圈手收拳	3.12 轉身右直撐腿
3.13 迫步雙低膀	3.14 雙攤手	3.15迫步雙低膀第一次	3.16迫步雙低膀第二次
3.17迫步雙低膀第三次	3.18 併步雙問手	3.19雙窒手、雙正掌	3.20 雙攤手
3.21 雙圈手收拳	3.22 45度斜撐腿	3.23 左拍手	3.24 右拍手
3.25 左拍手 3.26 左日字衝拳 3.27 右日字衝拳 3.28 左日字衝拳
3.29 攤手 3.30 圈手收拳

## 體能訓練
很多詠春拳修習者只著重於「形」，只練習到尋橋套路的「外形」，忽略了沉肘、腰馬等等「內功」，到頭來「練拳不練功，到老一埸空」。另一方面，請切記要做好體能訓練，如掌上壓、拳上壓、打沙包、跳繩等等強度訓練。

## 尋橋和小念頭
- 小念頭朝形打定靶，尋橋追形打活靶。

小念頭有一特點，就是練習時自始至終不移一步。故此，練習小念頭手法時，等於同時鍛煉下盤功力；這就是初學者一開始即可練小念頭，而無須像其他門派般先練好紮馬才能學習基礎套路。而到達尋橋時，有轉馬，上馬，起腳等動作，它以棱形運動路線和方向，結合詠春拳的攻防手法、步法、腿法等進行演練。

## 尋橋 vs 標指
- 尋橋兩者皆勝取其重，標指兩者皆敗取其輕。

意指尋橋在優勢下，如何採取較大攻擊，標指在劣勢下，如何採取較少傷害。

## 影視作品
《鐵馬尋橋》（英語：A Fistful of Stances）為香港電視廣播有限公司民初恩仇電視劇，即以尋橋命名，此劇亦為2009無綫節目巡禮劇集之一；惟劇集內容與詠春拳大致並無關係。